# Tankó Gyula
Tankó Gyula (Gyimesfelsőlok, 1939. február 1. –) erdélyi magyar néprajzi és helytörténeti író.

## Életútja
A marosvásárhelyi Tanárképző Főiskolán 1965-ben, majd a Babeș–Bolyai Tudományegyetemen 1971-ben szerzett tanári diplomát. 1965-től a gyimesközéploki iskola tanára, 1966–80 között és 1987 után igazgatója.

## Munkássága
Első néprajzi tárgyú írását 1983-ban közölte (A gyimesi kalibázás. Művelődés, 1983/8). Néprajzi és helytörténeti tanulmányai, cikkei, amelyek főképp a Gyimesek múltjára és néprajzára vonatkoznak, a Székelyföld, Honismeret, Korunk, Művelődés, Néprajzi Látóhatár című folyóiratokban és több napilapban jelentek meg. Megindulásától rendszeres munkatársa a Székely Útkeresőnek, amely A gyimesi csángók származástudata, Csángófesztivál Gyimesközéplokon, Szent László a gyimesiek tudatában és legendáiban, Gyimesi csángó népszokások c. írásait közölte. Kik vagyunk mi, gyimesi csángók. Eredettudat, egy kis történelem, szókészlet, népi élet c. anyagát a Harangozó Imre szerkesztette Magyarország szegin. Összeállítás a gyimesi és moldvai csángókról c. gyűjteményes kötet (Békéscsaba, 1991) közölte.
Több tanulmánya megjelent a Csíksomlyó, a Székelyföld Rómája (Székelyudvarhely, 1998) és a Csángók (uo. 1998) c. kötetekben.

## Kötetei
- Gyimesi szokásvilág - Erdélyi Gondolat kiadó, Székelyudvarhely, 1996.
- Életvitel a Gyimesekben - Erdélyi Gondolat kiadó, a Nemzeti Kulturális Örökség Minisztériuma támogatásával - 2001.
- "Én es tudtam hazudozni" - népi humor Gyimesben - Erdélyi Gondolat könyvkiadó, Székelyudvarhely - 2003.
- Öregek faggatása - történelem, életmód, sors Gyimesben - Státus kiadó, Csíkszereda - 2008.
- Gyimes a politika árnyékában - Státus kiadó, Csíkszereda - 2009.

## Kötetei társszerzőkkel
- Magyarország szegin - Békéscsaba - Erdélyi Kör - 1991 - társszerző
- Egy igaz történet részletekben, cigány-magyar kapcsolatok - gyűjtemény kiadja a Kőbányai Önkormányzat - 2 dolgozattal - társszerző:

a. A cigányság helye a gyimesi társadalomban
b. Testvérem a cigány mozsikás
- Csángók a XX. században - Élettörténetek - kiadja a Néprajzi Múzeum 1994. - társszerző
- Sokszor úgy szeretnék enni, magam sem tudom, hogy mit - hagyományos táplálkozás a Székelyföldön. (Szerzők: Jakab Rozália - Farkaslaka, Tankó Gyula - Gyimesközéplok - HMKK könyvek).[1]
- Gyimesközéplok monográfiája (Szerzők: Tankó Gyula, Mihók Edit) 2014 - ISBN 978-606-8235-38-7

## Kitüntetései
- "Sebestyén Gyula" Érem (1996);
- A Néprajzi Múzeum "Ezüst érme" (1997).